# Liste des sites Natura 2000 du Gers
Cet article recense les sites Natura 2000 du Gers, en France.

## Statistiques
Le Gers compte en 2016 six sites classés Natura 2000.
Six bénéficient d'un classement comme site d'intérêt communautaire (SIC), zéro comme zone de protection spéciale (ZPS).

## Liste
| Site                                           | Type | Superficie (ha) | Fiche     | Coordonnées                        | Photo |
| ---------------------------------------------- | ---- | --------------- | --------- | ---------------------------------- | ----- |
| Coteaux de Lizet et de l'Osse vers Montesquiou | SIC  | +1 865,         | FR7300893 | 43° 34′ 54″ nord, 0° 21′ 10″ est   |       |
| Étangs d'Armagnac                              | SIC  | +1 030,         | FR7300891 | 43° 53′ 45″ nord, 0° 01′ 51″ ouest |       |
| Gélise                                         | SIC  | +3 815,         | FR7200741 | 44° 02′ 15″ nord, 0° 11′ 42″ est   |       |
| Réseau hydrographique du Midou et du Ludon     | SIC  | +6 533,         | FR7200806 | 43° 53′ 59″ nord, 0° 14′ 07″ ouest |       |
| Vallée de l'Adour                              | SIC  | +2 635,         | FR7300889 | 43° 39′ 10″ nord, 0° 01′ 02″ ouest |       |
| Vallée et coteaux de la Lauze                  | SIC  | +3 603,         | FR7300897 | 43° 27′ 38″ nord, 0° 42′ 33″ est   |       |